# Giovanni Galli
Giovanni Galli (Pisa, 29 april 1958) is een voormalige Italiaanse doelman, die onder andere actief was bij AC Milan en Fiorentina.
Tussen 1983 en 1986 kwam hij 19 keer uit voor de Italiaanse nationale ploeg. Tegenwoordig is hij politiek actief binnen de partij Il Popolo della Libertà van Silvio Berlusconi.

## Carrière
Galli begon zijn carrière in 1977 bij Fiorentina waar hij negen seizoenen zou blijven, in die negen jaar pakte hij met Fiorentina geen enkele prijs. In 1986 maakte hij de overstap naar AC Milan, waar destijds onder anderen Roberto Donadoni en Paolo Maldini speelden. De eerste drie jaren bij Milan was Galli de onbetwiste nummer één onder de lat. In het seizoen 1988/89 en 1989/90 won hij met Milan de Europacup I. Na de komst van Sebastiano Rossi kwam Galli minder aan spelen toe en trok naar achtereenvolgens Napoli, Torino en AC Parma. In 1995 won hij nog de UEFA Cup met AC Parma. Het seizoen daarna rondde hij zijn carrière af bij AS Lucchese Libertas in de Serie B.
Giovanni Galli's zoon Niccolò Galli was ook voetballer die bij Arsenal en Bologna speelde. Hij kwam op 17-jarige leeftijd om het leven bij een auto-ongeval.
Galli was na zijn carrière ook nog even technisch directeur bij Hellas Verona, hij was ook te horen als commentator op radio en tv.

## Erelijst
AC Milan
- Europacup I: 1988/89, 1989/90
- Europese Supercup: 1989
- Wereldbeker voor clubteams: 1989
- Serie A: 1987/88
- Supercoppa Italiana: 1988

 SSC Napoli
- Supercoppa Italiana: 1990

 Parma
- UEFA Cup: 1994/95

 Italië
- Wereldkampioenschap voetbal: 1982